# NGC 6599
NGC 6599 (ook: NGC 6600) is een lensvormig sterrenstelsel in het sterrenbeeld Hercules. Het hemelobject werd op 6 juni 1864 ontdekt door de Duitse astronoom Albert Marth.

## Synoniemen
- UGC 11178
- MCG 4-43-19
- PGC 61655
- ZWG 142.31
- NPM1G +24.0462